# 한칠석
한칠석(韓七錫, 1923년 1월 26일 ~ 2010년 12월 31일)은 대한민국의 독립운동가이다.
본관은 청주(淸州)이고 호(號)는 하운이다.

## 생애

### 일생
1942년 전주사범학교(全州師範學校) 졸업 동창이었던 안일(安鎰)·백진우(白鎭禹) 등과 함께 비밀결사 독서회를 조직하여 민족 의식을 고취하였다. 그는 독서회에 참가하는 한편 독립선언문과 태극기를 제작하는 등 항일투쟁을 전개하다가, 3년 후 1945년 2월 5일을 기하여 일경에 체포되어 이후 1945년 8월 15일 조선 광복으로 전격 출옥 석방될 때까지 약 6개월 여의 옥고를 치렀다.
이후 1946년에서부터 1958년까지 한국독립당 당무위원 겸 행정위원 등을 지냈고 1958년에서부터 1967년까지 한국독립당 당무위원 겸 상임위원 등을 지냈고(한독당 복당), 이후 1971년에서부터 1972년까지 1년간 성균관대학교 유학과 전임교수를 지내면서 야인으로 지내던 중 1983년에서부터 1986년까지 민주정의당 당무위원 겸 상임위원 등을 지냈으며 1988년에서부터 이듬해 1989년까지 신민주공화당 당무위원 겸 행정위원 등을 지냈다.
그의 유해는 대한민국 국립 대전현충원에 안장되어 있다.

## 서훈
대한민국 정부에서는 그의 공훈을 기리고자 2005년 8월 15일을 기하여 대한민국 대통령 표창장을 수여하였다.